# Algoth Niska
Algoth Niska (Vyborg, 5 dicembre 1888 – Helsinki, 28 maggio 1954) è stato un calciatore finlandese, di ruolo attaccante.

## Carriera

### Nazionale
Ha collezionato 6 presenze con la propria Nazionale.